# Кураев, Николай Николаевич
Николай Николаевич Кура́ев (1910—1982) — советский инженер-строитель.

## Биография
Родился 6 (19) июля 1910 года в Фатеже (ныне Курская область) в семье земского врача.
В 1928 году после окончания средней школы приехал в Ленинград. Трижды сдавал экзамены в технологический институт, но не был принят «по социальному происхождению».
Работал в различных строительных организациях Ленинграда.
В 1936 году окончил вечернее отделение электромеханического факультета ЛИИ имени М. И. Калинина. Был направлен в Заполярье на строительство Нивских ГЭС.
В 1939—1941 годах главный механик строительства первой в СССР подземной гидростанции Нива-III, после начала войны руководил эвакуацией оборудования НиваГЭСстроя в Казахстан.
В 1941—1942 годах заместитель главного инженера завода № 310 в Кандалакше, где выпускался ППШ. В 1942—1945 годах зав. отделом транспорта и промышленности Кандалакшского ГК ВКП(б).
В июле 1945 года мобилизован в РККА, участник войны с Японией. После освобождения Северо-Восточного Китая в звании подполковника возглавлял советскую администрацию крупнейшей в Маньчжурии Фынмянской ГЭС.
В 1946 году демобилизовался и вернулся в НиваГЭСстрой. Работал главным механиком строительства и заместителем главного инженера.
В 1950—1953 начальник строительства Нивского каскада.
В 1953—1956 управляющий трестом «Свирьстрой», руководил завершением строительства Свирского каскада, строительством Нарвской ГЭС, объектов стройиндустрии Минэнерго на Северо-Западе.
С 1956 по 1980 год директор Ленинградского филиала Всесоюзного института «Оргэнергострой».
Умер 10 октября 1982 года.

## Награды и премии
- Сталинская премия первой степени (1950) — за разработку проекта и сооружение ГЭС
- заслуженный строитель РСФСР.
- орден Ленина
- медаль «За оборону Советского Заполярья»
- медаль «За победу над Японией»